# 新潟県道381号金井畑野線
新潟県道381号金井畑野線（にいがたけんどう381ごう かないはたのせん）は、新潟県佐渡市内（佐渡島内）の一般県道。

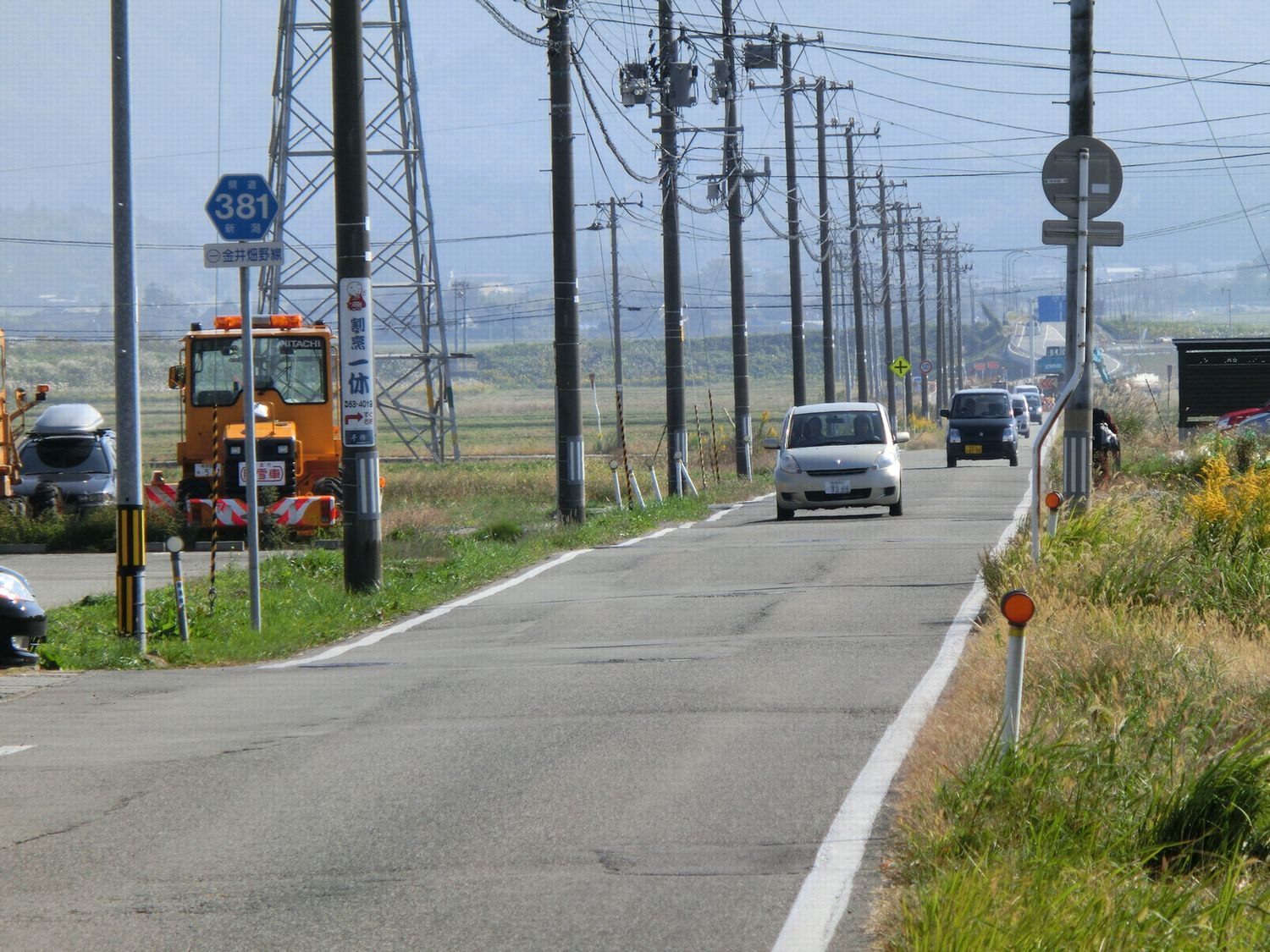
佐渡市千種付近

## 概要
- 陸上距離：
- 起点：佐渡市千種字中 244 番４[1]（新潟県道181号多田皆川金井線、新潟県道237号金井新穂線　交点）
- 終点：佐渡市寺田甲（新潟県道65号両津真野赤泊線、新潟県道81号佐渡縦貫線　交点）
- 重複区間：

佐渡市の金井地区と畑野地区を結ぶ幹線道路。通称金畑線（きんぱたせん）。

## 通過する自治体
- 新潟県
  - 佐渡市

## 主な接続路線
- 新潟県道181号多田皆川金井線、新潟県道237号金井新穂線（起点：千種、統計情報センター前交差点）
- 国道350号（千種地内）
- 新潟県道65号両津真野赤泊線、新潟県道81号佐渡縦貫線（終点：寺田甲、一宮橋交差点）

## 別名・通称
- 金畑線（きんぱたせん）